# Daniel Fidelin
Daniel Fidelin, né le 25 mai 1948 à Fécamp (Seine-Maritime), est un homme politique français.

## Biographie
Il est élu député le 16 juin 2002, pour la XIIe législature (2002-2007), dans la 9e circonscription de la Seine-Maritime. Il fait partie du groupe UMP. Il est réélu en juin 2007.

## Mandats
- 05/04/2014 - 26/05/2020 : maire de Montivilliers (Seine-Maritime)
- 20/03/1989 - 29/03/2014 : maire de Mannevillette (Seine-Maritime)
- 28/01/1991 - 27/03/1994 : membre du conseil général de la Seine-Maritime
- 28/03/1994 - 18/03/2001 : membre du conseil général de la Seine-Maritime

### Domaine diplomatique
Il est membre du groupe d'études sur la question du Tibet de Assemblée nationale puis membre de la commission du Développement durable et de l'Aménagement du territoire.